# Harşit Çayı
Der Harşit Çayı ist ein Fluss in den nordtürkischen Provinzen Gümüşhane und Giresun.
Der Harşit Çayı hat seinen Ursprung 30 km östlich der Provinzhauptstadt Gümüşhane im Ostpontischen Gebirge. Der Harşit Çayı fließt anfangs in westlicher Richtung, an den Ortschaften Kale und Tekke vorbei. Die Fernstraße D050 (Europastraße 97) folgt dem Oberlauf des Harşit Çayı. Dieser durchfließt Gümüşhane und wendet sich allmählich nach Nordwesten. Es folgen die Ortschaften Hacıemin und Mescitli. Unterhalb der Stadt Torul wird der Harşit Çayı von der Torul-Talsperre aufgestaut. Daran schließen sich die Kürtün-Talsperre und die Hanyani-Talsperre an. Es folgt die Kleinstadt Kürtün. 10 km flussabwärts bei Günyüzü befindet sich das Speicherkraftwerk Akköy am linken Flussufer. Die etwa 10 km südwestlich an einem Nebenfluss gelegene Gökçebel-Talsperre (⊙) ist über eine Druckleitung mit dem Wasserkraftwerk verbunden. 
Weitere 10 km flussabwärts bei der Kleinstadt Doğankent befindet sich ein weiterer Staudamm am Harşit Çayı. 
Anschließend wendet sich der Harşit Çayı nach Norden und mündet bei Tirebolu ins Schwarze Meer.
Der Harşit Çayı hat eine Länge von 143 km. Sein Einzugsgebiet umfasst 3280 km².